# Согмент
Согме́нт (кирг. Согмент) — село в Баткенском районе Баткенской области Кыргызстана. Входит в состав Кыштутского айылного аймака (аильного округа).

## География
Село расположено в Ферганской долине на границе с Сохским районом — эксклавом Узбекистана. Примыкает к сёлам Чарбак и Газ. Расстояние по прямой до центра аймака села Кыштут составляет около 8 километров, до районного и областного центра Баткена — 27, до Бишкека — 448.

## История
В середине лета 2021 года из-за дождя поднялся уровень воды реках рядом с селами Согмент и Газ; сели заполнили дорогу и затопила посевы, разрушили  два кольцевых бетонных моста.

## Население
В начале 2020 года на территории села проживало 2302 человека, преимущественно этнические кыргызы.

## Инфраструктура
Школа. Велось строительство водопроводной линии по обеспечению питьевой водой.

## Транспорт
В 2019 году началось строительство автодороги Айгулташ-Согмент-Таян протяженностью 15,7 км.